# Jean-Philippe Rey
Pas d'image ? Cliquez ici

a Compétitions nationales et continentales officielles uniquement.

Dernière mise à jour le 9 janvier 2023.
Jean-Philippe Rey, né le 24 mai 1963, est un joueur français de rugby à XV évoluant au poste de centre ou d'ailier.

## Biographie
Jean-Philippe Rey commence le rugby à Viviez avant de rejoindre le SC Decazeville.
Après avoir commencé en seniors au SC Decazeville, il rejoint le SC Albi et y reste jusqu'en 1985. Il signe ensuite au Stade ruthénois pour la saison 1985-1986 puis à l'AS Montferrand de 1986 à 1988.
Jean-Philippe Rey rejoint ensuite le FC Grenoble où il est finaliste du Challenge Yves du Manoir en 1990 et demi-finaliste en 1992.
Son club dispute aussi une demi-finale de championnat de France en 1992 et termine sa carrière grenobloise sous l’ère des « Mammouths de Grenoble » et se voit privé du titre de champion de France 1993, défait 14 à 11 par le Castres olympique dans des conditions rocambolesques.
Il rejoint ensuite l'US Vinay pour une saison et enfin termine sa carrière au SO Voiron club dans lequel il devient l'entraîneur.

## Palmarès
- Championnat de France de première division :
  - Vice-champion (1) : 1993[8]
  - Demi-finaliste (1) : 1992
- Challenge Yves du Manoir :
  - Finaliste (1) : 1990